# ウィリアム・ヘンリー・ヤング
ウィリアム・ヘンリー・ヤング（英: William Henry Young、1863年10月20日 – 1942年7月7日
、FRS）は、イングランドの数学者。シティ・オブ・ロンドン・スクールとピーターハウスカレッジで教育を受けた。測度論、フーリエ級数、微分法など多くの分野で功績を残し、複素解析の関数の研究に貢献した。グレース・チザム・ヤングの夫で、214本の論文と4つの書籍を共著した。2人のこども（ローレンス・チザム・ヤングとロザリンド・タナー）もまた数学の専門家である。ヤングの定理は彼の名を冠する。
1913年、コルカタ大学に新設された純粋数学の Hardinge 教授職に抜擢され、1917年まで務めた。1913年から1919年までリヴァプール大学で哲学と数学史の非常勤教授をしていた。
1907年5月2日、王立協会フェローに選出された。1922年から2年の間ロンドン数学会会長に就任していた。1917年にド・モルガン・メダルを、1928年にシルヴェスター・メダルを授与された。
1929年から1936年まで国際数学連合長を務めた。

## 作品
- 1905: (Grace Chisholm Young共著) The First Book of Geometry, J. M. Dent（英語版）
- 1906: (Grace Chisholm Young共著)  The Theory of Sets of Points via Internet Archive
- 1910: Fundamental Theorems of the Differential Calculus via Internet Archive